# فانيسا بليس
فانيسا بليس (بالإنجليزية: Vanessa Place)‏ (10 مايو 1968، ستراتفورد في الولايات المتحدة)؛ كاتِبة، سيناريست، محامية وروائية أمريكية.

## روابط خارجية
- فانيسا بليس على موقع IMDb (الإنجليزية)